# Matei Ilie
Matei Christian Ilie (n. 11 decembrie 2002, Piatra-Neamț, Neamț, România) este un fotbalist român, care joacă pe post de fundaș la CFR Cluj în SuperLiga României. Pe plan internațional, are prezențe la națională pentru România Sub-21.

## Cariera de club

### Padova
Și-a făcut debutul în Serie C pe 10 septembrie 2022 într-un meci împotriva lui Vicenza. La 1 septembrie 2023, contractul lui Ilie cu Padova a fost reziliat de comun acord.

### CFR Cluj
Pe 5 septembrie 2023, Ilie a semnat cu CFR Cluj.

## Viața personală
Tatăl său, Constantin, a fost și el fotbalist profesionist.

## Palmares
Padova
- Coppa Italia Serie C: 2021-2022